# Ottativo nel greco antico
La pagina mostra l' ottativo del greco antico, uno dei modi del sistema verbale del greco antico.

## Desinenze verbali
L'ottativo, caratterizzato dal suffisso -οι + desinenza, sia nell'attivo che medio, mentre per i verbi atematici in -μι si ha il suffisso -ιη + desinenza nell'attivo, e nel medio il suffisso -ι lungo + desinenza.
Diatesi attiva tematica
- Singolare
  - I -οιμι
  - II -οις
  - III -οι

- Duale
  - II -οιτον
  - III -οιτην

- Plurale
  - I -οιμεν
  - II -οιτε
  - III -οιεν

Diatesi attiva atematica
- Singolare
  - I -ίην
  - II -ίης
  - III -ίη

- Duale
  - II -ῖτον
  - III -ίτην

- Plurale
  - I -ῖμεν
  - II -ῖτε
  - III -ῖεν

Per la coniugazione atematica dei verbi in -μι si usa il Tema verbale ad apofonia ridotta, esempio φήμι (tema verbale φη-φα si rende ad esempio la I singolare dell'ottativo φαίην)
Diatesi media
- Singolare
  - I -οίμην
  - II -οῖο (doveva avere un sigma intervocalico, poi caduto con allungamento)
  - III -οῖτο

- Duale
  - II -οῖσθον
  - III -οίσθην

- Plurale
  - I -οίμεθα
  - II -οῖσθε
  - III -οῖντο

La diatesi media è uguale sia per i verbi tematici che atematici. Inutile dire che anche l'ottativo come il congiuntivo, nei tempi storici non presenta l'aumento. Nel caso dell'ottativo perfetto passivo, esso come il congiuntivo, si forma con il participio passivo declinato in singolare, duale e plurale, + l'aggiunta del verbo εἰμί nella coniugazione dell'ottativo.

## Coniugazione
Per le contrazioni tematiche, l'ottativo segue le normali regole degli esiti vocalici lunghi, esempio nei verbi in -αω, l'esito della contrazione + la desinenza - οι, è - ῳ + desinenza dell'ottativo; e ugualmente l'accento acuto, se si trova sulla vocale tematica, si allunga in circonflesso.
L'esempio di τιμάω è quello di un verbo contratto.

### L'ottativo nel presente
| 1º sing. | τιμῷμι oppure τιμῴην | τιμῴμην  | -        |
| 2º sing. | τιμῷς oppure τιμῴης  | τιμῷο    |          |
| 3º sing. | τιμάτω               | τιμῷτο   |          |
| 2º duale | τιμῷτον              | τιμῷσθον |          |
| 3º duale | τιμῴτην              | τιμῴσθην |          |
| 1º plur. | τιμῷμεν              | τιμῴμεθα |          |
| 2º plur. | τιμῷτε               | τιμῷσθε  |          |
| 3º plur. | τιμῷεν               | τιμῷντο  | τιμάσθων |

### Il verbo "essere"
|              | Indicativo | Congiuntivo | Ottativo | Imperativo              |
| ------------ | ---------- | ----------- | -------- | ----------------------- |
| 1ª singolare | εἰμί       | ὦ           | εἴην     | -                       |
| 2ª singolare | εἶ         | ἦς          | εἴης     | ἴσθι                    |
| 3ª singolare | ἐστί(ν)    | ἦ           | εἴη      | ἔστω                    |
| 2ª duale     | ἐστόν      | ἦτον        | εἶτον    | ἔστον                   |
| 3ª duale     | ἐστόν      | ἦτον        | εἴτην    | ἔστων                   |
| 1ª plurale   | ἐσμέν      | ὦμεν        | εἶμεν    | -                       |
| 2ª plurale   | ἐστέ       | ἦτε         | εἶτε     | ἔστε                    |
| 3ª plurale   | εἰσί(ν)    | ὦσι(ν)      | εἶεν     | ἔστων / ἔστωσαν / ὄντων |

### Presente dei verbi di seconda classe atematica
|              | Indicativo attivo | Congiuntivo attivo | Ottativo attivo | Imperativo attivo        | Indicativo mediopassivo | Congiuntivo mediopassivo | Ottativo mediopassivo | Imperativo mediopassivo   |
| ------------ | ----------------- | ------------------ | --------------- | ------------------------ | ----------------------- | ------------------------ | --------------------- | ------------------------- |
| 1ª singolare | δείκνυμι          | δεικνύω            | δεικνύοιμι      | -                        | δείκνυμαι               | δεικνύωμαι               | δεικνυοίμην           | -                         |
| 2ª singolare | δείκνυς           | δεικνύῃς           | δεικνύοις       | δείκνυ                   | δείκνυσαι               | δεικνύῃ                  | δεικνύοιο             | δείκνυσο                  |
| 3ª singolare | δείκνυσιν         | δεικνύῃ            | δεικνύοι        | δεικνύτω                 | δείκνυται               | δεικνύηται               | δεικνύοιτο            | δεικνύσθω                 |
| 2ª duale     | δείκνυτον         | δεικνύητον         | δεικνύοιτον     | δείκνυτον                | δείκνυσθον              | δεικνύησθον              | δεικνύοισθον          | δείκνυσθον                |
| 3ª duale     | δείκνυτον         | δεικνύητον         | δεικνυοίτην     | δεικνύτων                | δείκνυσθον              | δεικνύησθον              | δεικνυοίσθην          | δεικνύσθων                |
| 1ª plurale   | δείκνυμεν         | δεικνύωμεν         | δεικνύοιμεν     | -                        | δεικνύμεθα              | δεικνυώμεθα              | δεικνυοίμεθα          | -                         |
| 2ª plurale   | δείκνυτε          | δεικνύητε          | δεικνύοιτε      | δείκνυτε                 | δείκνυσθε               | δεικνύησθε               | δεικνύοισθε           | δείκνυσθε                 |
| 3ª plurale   | δεικνύᾱσι(ν)      | δεικνύωσι(ν)       | δεικνύοιεν      | δεικνύντων / δεικνύτωσαν | δείκνυνται              | δεικνύωνται              | δεικνύοιντο           | δεικνύσθων / δεικνύσθωσαν |

Il participio e l'infinito hanno le seguenti forme:
| Infinito attivo | Participio attivo                          | Infinito mediopassivo | Participio mediopassivo                              |
| --------------- | ------------------------------------------ | --------------------- | ---------------------------------------------------- |
| δεικνύναι       | masch. δεικνύς femm. δεικνῦσα neu. δεικνύν | δεικνύσθαι            | masch. δεικνύμενος femm. δεικνυμένη neu. δεικνύμενον |

### L'ottativo nel futuro
|              | Indicativo attivo | Indicativo medio | Ottativo attivo | Ottativo medio |
| ------------ | ----------------- | ---------------- | --------------- | -------------- |
| 1ª singolare | λύσω              | λύσομαι          | λύσοιμι         | λυσοίμην       |
| 2ª singolare | λύσεις            | λύσει            | λύσοις          | λύσοιο         |
| 3ª singolare | λύσει             | λύσεται          | λύσοι           | λύσοιτο        |
| 2ª duale     | λύσετον           | λύσεσθον         | λύσοιτον        | λύσοισθον      |
| 3ª duale     | λύσετον           | λύσεσθον         | λυσοίτην        | λυσοίσθην      |
| 1ª plurale   | λύσομεν           | λυσόμεθα         | λύσοιμεν        | λυσοίμεθα      |
| 2ª plurale   | λύσετε            | λύσεσθε          | λύσοιτε         | λύσοισθε       |
| 3ª plurale   | λύσουσι           | λύσονται         | λύσοιεν         | λύσοιντο       |

### Aoristo asigmatico
|          | Indicativo attivo | Congiuntivo attivo | Ottativo attivo  | Imperativo attivo   | Indicativo medio | Congiuntivo medio | Ottativo medio      | Imperativo medio     |
| -------- | ----------------- | ------------------ | ---------------- | ------------------- | ---------------- | ----------------- | ------------------- | -------------------- |
| 1ª sing. | ἔφηνα             | φήνω               | φήναιμι          | -                   | ἐφηνάμην         | φήνωμαι           | φηναίμην            | -                    |
| 2ª sing. | ἔφηνας            | φήνῃς              | φήναις/φήνειας   | φῆνον               | ἐφήνω            | φήνῃ              | φήναιο (< *φήναισο) | φῆναι                |
| 3ª sing. | ἔφηνε             | φήνῃ               | φήναι/φήνειεν    | φηνάτω              | ἐφήνατο          | φήνῃται           | φήναιτο             | φηνάσθω              |
| 2ª duale | ἐφήνατον          | φήνητον            | φήναιτον         | φήνατον             | ἐφήνασθον        | φήνησθον          | φήναισθον           | φήνασθον             |
| 3ª duale | ἐφηνάτην          | φήνητον            | φηναίτην         | φηνάτων             | ἐφηνάσθην        | φήνησθον          | φηναίσθην           | φηνάσθων             |
| 1ª plur. | ἐφήναμεν          | φήνωμεν            | φήναιμεν         | -                   | ἐφηνάμεθα        | φηνώμεθα          | φηναίμεθα           | -                    |
| 2ª plur. | ἐφήνατε           | φήνητε             | φήναιτε          | φήνατε              | ἐφήνασθε         | φήνησθε           | φήναισθε            | φήνασθε              |
| 3ª plur. | ἔφηναν            | φήνωσι             | φήναιεν/ φήνειαν | φηνάντων/ φηνάτωσαν | ἐφήναντο         | φήνωνται          | φήναιντο            | φηνάσθων/ φηνάσθωσαν |

### Aoristo asigmatico o tematico
|          | Indicativo attivo | Congiuntivo attivo | Ottativo attivo | Imperativo attivo  | Indicativo medio   | Congiuntivo medio | Ottativo medio     | Imperativo medio    |
| -------- | ----------------- | ------------------ | --------------- | ------------------ | ------------------ | ----------------- | ------------------ | ------------------- |
| 1ª sing. | ἔλιπον            | λίπω               | λίποιμι         | -                  | ἐλιπόμην           | λίπωμαι           | λιποίμην           | -                   |
| 2ª sing. | ἔλιπες            | λίπῃς              | λίποις          | λίπε               | ἐλίπου (<*ἐλίπεσο) | λίπῃ              | λίποιο (<*λίποισο) | λίπου (<*λίπεσο)    |
| 3ª sing. | ἔλιπε             | λίπῃ               | λίποι           | λιπέτω             | ἐλίπετο            | λίπῃται           | λίποιτο            | λιπέσθω             |
| 2ª duale | ἐλίπετον          | λίπητον            | λίποιτον        | λίπετον            | ἐλίπεσθον          | λίπησθον          | λίποισθον          | λίπεσθον            |
| 3ª duale | ἐλιπέτην          | λίπητον            | λιποίτην        | λιπέτων            | ἐλιπέσθην          | λίπησθον          | λιποίσθην          | λιπέσθων            |
| 1ª plur. | ἐλίπομεν          | λίπωμεν            | λίποιμεν        | -                  | ἐλιπόμεθα          | λιπώμεθα          | λιποίμεθα          | -                   |
| 2ª plur. | ἐλίπετε           | λίπητε             | λίποιτε         | λίπετε             | ἐλίπεσθε           | λίπησθε           | λίποισθε           | λίπεσθε             |
| 3ª plur. | ἔλιπον            | λίπωσι             | λίποιεν         | λιπόντων/λιπέτωσαν | ἐλίποντο           | λίπωνται          | λίποιντο           | λιπέσθων/λιπέσθωσαν |

### Aoristo fortissimo o radicale
|              | Indicativo | Congiuntivo | Ottativo         | Imperativo       |
| ------------ | ---------- | ----------- | ---------------- | ---------------- |
| 1ª singolare | ἔγνων      | γνῶ         | γνοίην           | -                |
| 2ª singolare | ἔγνως      | γνῷς        | γνοίης           | γνῶθι            |
| 3ª singolare | ἔγνω       | γνῷ         | γνοίη            | γνώτω            |
| 2ª duale     | ἔγνωτον    | γνῶτον      | γνοῖτον/γνοίητον | γνῶτον           |
| 3ª duale     | ἐγνώτην    | γνῶτον      | γνοίτην/γνοιήτην | γνώτων           |
| 1ª plurale   | ἔγνωμεν    | γνῶμεν      | γνοῖμεν/γνοίημεν | -                |
| 2ª plurale   | ἔγνωτε     | γνῶτε       | γνοῖτε/γνοίητε   | γνῶτε            |
| 3ª plurale   | ἔγνωσαν    | γνῶσιν      | γνοῖεν/γνοίησαν  | γνόντων/γνώτωσαν |

### Aoristo cappatico
|              | Indicativo attivo | Congiuntivo attivo | Ottativo attivo  | Imperativo attivo | Indicativo medio | Congiuntivo medio | Ottativo medio  | Imperativo medio  |
| ------------ | ----------------- | ------------------ | ---------------- | ----------------- | ---------------- | ----------------- | --------------- | ----------------- |
| 1ª singolare | ἔδωκα             | δῶ                 | δοίην            | -                 | ἐδόμην           | δῶμαι             | δοίμην          | -                 |
| 2ª singolare | ἔδωκας            | δῷς                | δοίης            | δός               | ἔδου (< *ἔδοσο)  | δῷ (< *δώησαι)    | δοῖο (< *δοῖσο) | δοῦ (< *δόσο)     |
| 3ª singolare | ἔδωκεν            | δῷ                 | δοίη             | δότω              | ἔδοτο            | δῶται             | δοῖτο           | δόσθω             |
| 2ª duale     | ἔδοτον            | δῶτον              | δοῖτον / δοίητον | δότον             | ἔδοσθον          | δῶσθον            | δοῖσθον         | δόσθον            |
| 3ª duale     | ἐδότην            | δῶτον              | δοίτην / δοιήτην | δότων             | ἐδόσθην          | δῶσθον            | δοίσθην         | δόσθων            |
| 1ª plurale   | ἔδομεν            | δῶμεν              | δοῖμεν / δοίημεν | -                 | ἐδόμεθα          | δώμεθα            | δοίμεθα         | -                 |
| 2ª plurale   | ἔδοτε             | δῶτε               | δοῖτε / δοίητε   | δότε              | ἔδοσθε           | δῶσθε             | δοῖσθε          | δόσθε             |
| 3ª plurale   | ἔδοσαν            | δῶσιν              | δοῖεν / δοίησαν  | δόντων / δότωσαν  | ἔδοντο           | δῶνται            | δοῖντο          | δόσθων / δόσθωσαν |

### Ottativo nel perfetto e futuro perfetto
Sia nelle forme attive che medie (e passive nel caso del futuro perfetto), l'ottativo possiede le tipiche desinenze dei tempi principali, come appunto il presente e il futuro. Tenendo presenti ciononostante i fenomeni morfologigi e fonetici dei tempi del perfetto e futuro perfetto, ossia il raddoppiamento, e l'incontro con il sigma tra radice e desinenza, in più, per il futuro perfetto.

## Uso dell'ottativo nella sintassi del greco
Ha espressione desiderativa, può esprimere la potenzialità accompagnato dalla particella ἄν, nelle proposizioni dipendenti di reggenti a tempo storico, compare frequentemente il cosiddetto "ottativo obliquo", che sostituisce gli altri modi finiti della subordinata, indicativo e congiuntivo, e per questo la sua negazione può essere οὐ oppure μή. Gli ottativi aoristi, presenti e perfetti hanno valore aspettuale, il futuro invece è usato solo come obliquo, ha il valore temporale, ma nelle proposizioni subordinate enunciative dichiarative e interrogative indirette, l'ottativo obliquo può anche avere valore temporale, e ovviamente aspettuale. Durante l'ellenismo l'ottativo scomparve, venne ripristinato in età imperiale col fenomeno dell'atticismo. Vien usato come desiderativo l'ottativo al presente e al futuro, se è usato con tempo storico, ciò riguarda il significato di un'azione desiderata che si è compiuta. In Omero l'ottativo desiderativo rende anche un desidero irrealizzabile, e può essere preceduto da particelle, soprattutto in attico, come εἰ γάρ, ὡς, αλλά. L'ottativo "potenziale" esprime la possibilità che una determinata azione si verifichi.
- Ottativo desiderativo: esprime un augurio di realizzazione dell'azione, frequentemente è preceduto da εἰ, ὡς, είθε, εἰ γάρ, nella negazione si usa μή. Esempio - Είθε κληρονομήσαιμι τῆς γυναικός (Oh se io potessi ereditare mia moglie!)

- Ottativo potenziale: è accompagnato da ἄν ed esprime la potenzialità dell'azione compiuta nel presente, benché si possa realizzare con vari tempi del verbo; la negazione dell'ottativo potenziale è οὐκ. Esempio - Κομίζοις ἄν σεαυτόν ᾖ θέλεις (Potresti andartene dove desideri)

- Ottativo obliquo: si usa al posto del congiuntivo, nelle forme di imperfetto, piuccheperfetto, aoristo e presente storico; solitamente si mostra nelle proposizioni finali, volitive, temporali, interrogative indirette, nelle relative, nelle dichiarative introdotte da ὅτι e ὡς. Esempio - Ή μήτηρ διηρώτα τόν Κῦρον πότερον βούλοιτο μένειν ἥ ἀπιέναι (La madre domandò a Ciro se egli voleva rimanere o andare via)